# حاجز تشيرنوبيل الآمن الجديد
الحاجز الآمن الجديد (NSC أو New Shelter) هو هيكل تم إنشاؤه لحصر بقايا وحدة المفاعل رقم 4 في محطة تشيرنوبيل للطاقة النووية، والذي دُمِر أثناء كارثة تشيرنوبيل في عام 1986. يغطي الهيكل أيضًا التابوت الذي تم بناءه حول المفاعل فور وقوع الكارثة. صمم الحاجز الآمن الجديد لمنع إطلاق الملوثات المشعة، وحماية المفاعل من التأثير الخارجي، وتسهيل تفكيك المفاعل وإيقاف تشغيله، ومنع تسرب المياه.
يعد الحاجز الآمن الجديد مشروعًا ضخمًا يمثل جزءًا من خطة تنفيذ المأوى وبدعم من صندوق مأوى تشيرنوبيل. صمم لهدف رئيسي هو حصر البقايا المشعة للمفاعل 4 لمدة 100 عام. ويهدف أيضًا إلى السماح بالهدم الجزئي للتابوت الأصلي، والذي تم بناؤه على عجلة بواسطة مصفيين تشيرنوبيل بعد أن تسبب حادث في تدمير المفاعل.
يتم استخدام كلمة الحاجز بدلاً من الحاوي التقليدي للتأكيد على الفرق بين احتواء الغازات المشعة - محور التركيز الرئيسي لمعظم مباني احتواء المفاعل - وحجز النفايات المشعة الصلبة التي تمثل الغرض الرئيسي للحاجز الآمن الجديد.
في عام 2015، ذكر البنك الأوروبي للإنشاء والتعمير (EBRD) أن المجتمع الدولي كان يهدف إلى سد فجوة في التمويل بقيمة 100 مليون يورو، مع قيام الإدارة من قبل البنك الأوروبي لإعادة الإعمار والتنمية بدورها كمدير لصناديق إيقاف تشغيل تشيرنوبيل. تقدر التكلفة الإجمالية لخطة تنفيذ المأوى، والتي يعد الحبس الآمن الجديد أهم عنصر فيها، بحوالي 2.15 مليار يورو (2.3 مليار دولار أمريكي). يمثل الحاجز الآمن الجديد 1.5 مليار يورو.
قام كونسورتيوم نوفاركا الفرنسي بالتعاون مع شركتي Vinci Construction Grands Projets و Bouygues Travaux Publics بتصميم وبناء الحاجز الآمن الجديد. تم الانتهاء من البناء في نهاية عام 2018. 

## الهيكل القديم
تم بناء الملجأ الأصلي، الذي يشار إليه رسميًا باسم «هيكل المأوي» والذي يُدعي غالبًا التابوت، بين شهري مايو ونوفمبر 1986. كان إجراءً طارئًا لحصر المواد المشعة داخل المفاعل 4 في محطة تشيرنوبيل للطاقة النووية (ChNPP). تم بناء الملجأ في ظروف قاسية، مع مستويات عالية جدًا من الإشعاع، وتحت قيود زمنية شديدة. كان ملجأ الكائن ناجحًا إلى حد ما في حصر التلوث الإشعاعي وتوفير المراقبة بعد وقوع الحادث لوحدة المفاعل النووي المدمرة؛ تشير التقديرات إلى أن ما يصل إلى 95 ٪ من المخزون الإشعاعي الأصلي للمفاعل 4 لا يزال داخل أنقاض مبنى المفاعل.
يتم دعم هيكل المأوي بشكل أساسي من خلال البقايا التالفة لمبنى المفاعل 4. يعتبر هذا إلى حد كبير غير سليم هيكليا نتيجة للقوي المتفجرة الناجمة عن الحادث. ثلاثة أعضاء هيكلية رئيسية تدعم سقف هيكل المأوي. يعمل عمودان، يشار إليهما عادةً باسم B-1 و B-2، في اتجاه الشرق والغرب ويدعمان أعمدة السقف والألواح. يمتد العضو الثالث والأكثر ضخامة، وهو «عمود الماموث»، على مسافة أكبر عبر السطح من الشرق إلى الغرب ويساعد في دعم أعمدة السقف والألواح. يتكون سطح المأوى من 1 متر (3 قدم 3 بوصة) من أنابيب الصلب الموضوعة بشكل افقي من الشمال إلى الجنوب، وألواح الصلب المركبة بزاوية، وأيضا في الشمال والجنوب الاتجاه.
لم يكن الغرض من هيكل المأوي أن يكون بناء احتواء دائم. زاد تدهوره المستمر من خطر تسرب مخزونه الإشعاعي إلى البيئة. بين عامي 2004 و 2008، ثبت العمال السقف والجدار الغربي للمأوى. ومع ذلك، كان من الضروري بناء الحاجز الآمن الجديد لمواصلة حصر البقايا المشعة في مفاعل تشرنوبيل للطاقة النووية الرابع.
تم الانتهاء من التحسينات في المنطقة استعدادًا لبناء الحاجز الآمن الجديد في عام 2010. وتشمل هذه الطرق وصلات السكك الحديدية، وخدمات الموقع (الطاقة والمياه والصرف الصحي والاتصالات)، ومرافق العمال (بما في ذلك مرافق الحماية الطبية والإشعاعية)، وتركيب نظام مراقبة طويل الأجل.

## التصميم الهيكلي للحاجز الآمن الجديد
التصميم الجديد للحاجز الآمن عبارة عن هيكل فولاذي على شكل قوس يبلغ ارتفاعه الداخلي 92.5 متر (303.5 قدم) بمسافة 12 متر (39.4 قدم) بين مركزي الأوتار العلوية والسفلية. الطول الداخلي للقوس هو 245 متر (803.8 قدم)، والطول الخارجي هو 270 متر (885.83 قدم). تم تحديد أبعاد القوس بناءً على الحاجة إلى تشغيل المعدات داخل الملجأ الجديد وإيقاف الملجأ الحالي. الطول الكلي للهيكل 150 متر (492.1 قدم)، ويتألف من 13 قوس منصب علي بعد 12.5 متر (41 قدم) من بعضهم البعض لتشكيل 12 قطاع. بنيت الجدران العمودية حول الهياكل الموجودة في بناء المفاعل ولكن لم تكن مدعومة منها لتغلق نهايات الهيكل.
تصنع الأقواس من أعضاء فولاذية أنبوبية مغطاة بالخارج بألواح مشطورة ثلاثية الطبقات. تستخدم هذه الألواح الخارجية أيضًا على الجدران الأخيرة للهيكل. داخليا، تغطي ألواح البولي كربونية كل قوس لمنع تراكم الجزيئات المشعة على أعضاء الإطار.
تم تصنيع أجزاء كبيرة من الأقواس في متاجر ونقلت إلى موقع التجميع على بعد 180 متر (590 قدم) غرب المفاعل الرابع. يتكون كل من الأنابيب الفولاذية من فولاذ عالي القوة لتقليل التكلفة ووزن التجميع. الفولاذ المستخدم في بناء الأعضاء الأنبوبية لديه قوة إنتاجية لا تقل عن 2,500 كيلو جرام لكل سنتيمتر مربع (250 مجبا؛ 36,000 psi) .
سيتم تدوير الهواء الدافئ والجاف في الفجوة بين أقسام السقف الداخلية والخارجية لمنع التكثيف، مما يقلل من التآكل ويمنع الماء من التساقط في الداخل.

### أهداف التصميم
تم تصميم الحاجز الآمن الجديد وفقًا للمعايير التالية:
- تحويل مفاعل تشرنوبيل النووي المدمر إلى نظام آمن بيئياً (أي حصر المواد المشعة في الموقع لمنع حدوث مزيد من التلوث البيئي).
- تقليل التآكل والتجوية للمأوى الحالي ومبنى المفاعل الرابع.
- التخفيف من عواقب الانهيار المحتمل للمأوى الحالي أو مبنى المفاعل الرابع، خاصة فيما يتعلق بحصر الغبار المشع الذي سينتج عن هذا الانهيار.
- تمكين الهدم الآمن للهياكل غير المستقرة (مثل سقف المأوى الحالي) من خلال توفير المعدات التي يتم تشغيلها عن بعد لهدمها.
- التأهل كجهاز إدخال نووي.

### تصميم الأساس
تم تصميم أسس الحاجز الآمن الجديد للوفاء بالمتطلبات الأساسية:
- يجب أن يدعم وزن أقواس الحاجز الآمن الجديد.
- يجب أن يدعم مسارات السكك الحديدية التي يمكن أن يمر عبرها الطريق الآمن الجديد 180 متر (590 قدم) من موقع البناء إلى مكانه فوق المفاعل الرابع.
- يجب أن يقلل كمية الحفر والقطع في الطبقات العليا من الأرض، حيث أن التربة العلوية ملوثة بشدة بالمواد النووية من الكارثة.

موقع الحاجز الآمن الجديد مائل قليلاً، يتراوح ارتفاعه من 117.5 متر (385 قدم) على الجانب الشرقي إلى 144 متر (472 قدم) على الجانب الغربي. الأساس كان مطلوبا لحساب هذا الاختلاف دون تسوية واسعة النطاق للموقع.
الأرض التي بنيت عليها الأساس فريدة من نوعها من حيث أنها تحتوي على طبقة تكنوجينية أسفل السطح مباشرة من 2.5 إلى 3 متر (8 إلى 10 قدم) في العمق الكلي. خلق التلوث الإشعاعي من الحادث طبقة تكنوجينية. تتكون من مواد مختلفة بما في ذلك المواد النووية والحجر والرمل والرمال الطميية والخرسانة غير المسلحة ونفايات البناء. يعتبر تحديد الخصائص الجيوتقنية لطبقة التربة هذه أمرًا غير مجدٍ. نتيجة لذلك، لم يتم وضع أي افتراضات حول خصائص الحاملة للطبقة التكنوجينية خلال تصميم الأساس.
يتقلب مستوى المياه في محطة تشيرنوبيل للطاقة النووية من 109.9 متر (360.6 قدم) في المتوسط في ديسمبر إلى 110.7 متر (363.2 قدم) في المتوسط في مايو.
تم النظر في العديد من الخيارات لتصميم الأساس للحاجز الآمن الجديد. في النهاية، تم تحديد التصميم النهائي على أنه يتكون من ثلاثة خطوط 4.50 by 1.00 متر (14.76 by 3.28 قدم) ألواح الأساس، كل 21 متر (68.9 قدم) في الطول، و 4 متر (13.1 قدم) ارتفاع كومة سقف يصل ارتفاعه إلى 118 متر (387 قدم) من الارتفاع. تم اختيار هذا الخيار لتقليل تكلفة الأساس، وعدد الجروح في طبقات التربة المشعة، واستيعاب العمال للجرعة، والمخاطر التي تتعرض لها البيئة من التعرض لمزيد من التلوث. يوجد اختلاف طفيف في الأساس بين المنطقة التي تم فيها بناء الحاجز الآمن الجديد ومنطقة الراحة الأخيرة حول المفاعل 4.
كان هناك اعتبار خاص للحفر اللازم لبناء الأساس بسبب المستوى العالي من النشاط الإشعاعي الموجود في الطبقات العليا من التربة. أوصى المصممون المفاهيميون للحاجز الآمن الجديد باستخدام العناوين الرئيسية للصحف التي تعمل بالحبال لأول 0.3 متر (11.8 بوصة) من الحفر كومة لموقع تشيرنوبيل. قلل ذلك من تعرض العمال المباشر للأقسام الأكثر تلوثًا في التربة. تم إجراء أعمال حفر أعمق لأكوام الأساس باستخدام أصداف هيدروليكية مبطنة تعمل تحت حماية ملاط البنتونيت.
تم تصميم الأساس لتحمل الأحمال الهيكلية للتسارع الأفقي التي تصل إلى 0.08 ، وكذلك لتحمل اعصار F3 . يتطلب التصميم الأصلي للهيكل أن يتحمل إعصار F1 حتى يتم إجراء تحليل مستقل خارج أساس التصميم لتقييم آثار إعصار F3 على الهيكل.

### عملية التجميع
النظام المستخدم في تجميع الحبس الآمن الجديد المستمد من طرق إطلاق الجسر المدني وطرق الكابولي. تم تجميع الحاجز الآمن الجديد في الخطوات التالية:
1. استقرار مأوى الكائنات لمنع الانهيار أثناء البناء.
2. التنقيب وبناء الأساس.
3. تجميع الأقواس الأولى والثانية لتشكيل خليج 1، تركيب الجدار الشرقي على القوس 1.
4. خليج 1 انزلق شرق لاستيعاب بناء القوس 3 والخليج 2.
5. الانزلاق اللاحق للهيكل الكامل وإضافة الأقواس والخلجان لإكمال الهيكل.
6. تركيب الرافعات ومعدات الصيانة الكبيرة.
7. تركيب الجدار الغربي.
8. الانزلاق النهائي في مكانه فوق المفاعل 4.[8]
9. تفكيك التفتيت، وإزالة التلوث، والمباني المساعدة. (التخطيط)

تم اعتبار عملية التجميع هذه مفيدة لأنها استفادت من الحركية المصممة للهيكل لزيادة المسافة بين العمال وبناء المفاعل، وبالتالي تقليل تعرضهم للإشعاع.
عند اكتمال كل حاوية، تم تثبيت معدات البنية التحتية - بما في ذلك أنظمة التهوية ومراقبة الإشعاع والسباكة والكهرباء.

### وضعه
تم بناء الحجز الآمن الجديد على مسافة 180 متر (590 قدم) من غرب المفاعل 4، وانزلق في مكانه. كان انزلاق الهيكل على طول قضبان الأساس عملية صعبة. تم دفعها على منصات تفلون بواسطة المكابس الهيدروليكية، وتوجيهها بواسطة الليزر.  اعتبارًا من 2018 يعد الحاجز الأمن الجديد أكبر بنية أرضية متحركة في العالم.  
تم في البداية النظر في خيارين لتحريك الهيكل: الرافعات الهيدروليكية لدفع الهيكل للأمام، أو سحب الهيكل بكابلات فولاذية كبيرة متعددة الخطوط. سيتطلب الخيار الأول نقل الرافعات الهيدروليكية بعد كل عملية دفع. هذه العملية تتطلب المزيد من تفاعل العمال مع النظام وزيادة تعرض العمال للإشعاع. تم اختيار الخيار الثاني مبدئيًا لأنه سيعرض العمال لجرعة إشعاعية أقل، وقد نقل الهيكل إلى مكانه النهائي في أقل من 24 ساعة. ومع ذلك، تم نقل الهيكل باستخدام الرافعات الهيدروليكية، بدءًا 327 متر (1,073 قدم) تحرك في 14 نوفمبر 2016، وتنتهي في 29 نوفمبر. 

## هدم الهياكل القائمة
ستشمل المرحلة التشغيلية للحبس الآمن الجديد هدم الهياكل غير المستقرة المرتبطة بمأوى الكائنات الأصلي. لقد فرض هدف الهدم متطلبات كبيرة على قدرة حمل الحمولة للأقواس والأساس للحبس الآمن الجديد، حيث يجب أن تحمل هذه الهياكل وزن ليس فقط الهيكل المفكك، ولكن أيضًا الرافعات المعلقة التي سيتم استخدامها في الهدم.

### معدات الهدم
ويتضمن تصميم الحاجز الأمن الجديد اثنين من الرافعات علقت من الأقواس. تنتقل هذه الرافعات من الشرق إلى الغرب على مدارج مشتركة ولكل منها مساحة 84 متر (276 قدم) .
كل رافعة يمكن أن تحمل مجموعة متنوعة من العربات القابلة للتبديل. تم تصميم ثلاثة أنواع من العربات للحاجز الآمن الجديد:
- عربة رفع نموذجية واحدة بسعة 50 طن متري (55 ton) .
- عربة نقل آمنة واحدة لنقل الأفراد 50 طن متري (55 ton) ، مع قدرة 50 طن متري (55 ton) .
- تعليق واحد عربة منصة أداة متنقلة، وتمتد ما يصل إلى 75 متر (246 قدم) ، والتي يمكن أن تكون مزودة بمجموعة متنوعة من المحركات نهاية مفيدة للهدم.

تتيح قابلية تبادل الرافعات الخاصة بالرافعات هدم تناوب أكبر الأعضاء، مما يقلل من الحجم الكلي للحبس الآمن الجديد بحوالي خليج مقوس.
بعد إزالة الأعضاء المراد هدمها بواسطة رافعة يجب تجزئتها إلى قطع صغيرة بما يكفي لإزالة التلوث. من المتوقع أن يكون التلوث الأساسي لمعظم العناصر المهدمة عبارة عن غبار سطحي سائب ويمكن إزالته بسهولة. ستتم إزالة التلوث باستخدام المكانس الكهربائية ذات المرشحات HEPA ، ونسف الحصى (للعناصر الفولاذية)، والخدش (للعناصر الخرسانية). بمجرد إزالة التلوث إلى أقصى حد عملي، سيتم تجزئة القطع للتخلص منها نهائيًا. تشمل أدوات التفتيت مشاعل قطع قوس البلازما وعجلات قطع الماس الدائرية وقطع أسلاك الماس . تم اختيار الأدوات المختارة لعملية الهدم بناءً على عدد من العوامل بما في ذلك تقليل التعرض للإشعاع الفردي والجماعي إلى الحد الأدنى، وكمية النفايات الثانوية المتولدة، وجدوى التشغيل عن بعد، وكفاءة القطع، والسلامة من الحرائق، والتكلفة الرأسمالية وتكاليف التشغيل.
لم يتم تحديد الطرق الدقيقة للتخلص من النفايات الناتجة عن عملية الهدم، وقد تشمل الدفن في الموقع خارج الحاجز الآمن الجديد للنفايات ذات المستوى المنخفض، والتخزين طويل الأجل داخل الحبس الآمن الجديد للمتوسط والعالي نفايات المستوى. اعتبارًا من 2018 لم يتم تحديد سياسة للتخلص من المواد المحتوية على الوقود ومعالجتها.

### عناصر مخطط هدمها
يتم التخطيط للعناصر التالية من مأوي الكائن:
| جزء                         | كمية    | كتلة كل (طن متري) | طول كل (متر) | طول كل (أقدام) |
| لوحات السطح الجنوبي المسطحة | 6       | 31                | 28.7         | 94.2           |
| لوحات السطح الجنوبي المسطحة | 6       | 16                | 28.7         | 94.2           |
| لوحات عصا الهوكي الجنوبية   | 12      | 38                | 25.5         | 83.7           |
| عمود الماموث                | 1       | 127               | 70           | 229.7          |
| العمود الشمالي B1           | 1       | 65                | 55           | 180.4          |
| العمود الجنوبي B1           | 1       | 65                | 55           | 180.4          |
| لوحات عصا الهوكي الشمالية   | 18      | 9                 | 18           | 59.1           |
| لوحات عصا الهوكي الشرقية    | 1       | 7.25              | 7            | 23.0           |
| ضوء السقف                   | 6       | 21                | 36           | 118.1          |
| سقف الأنابيب                | 27      | 20                | 36           | 118.1          |
| العمود الشمالي B2           | 1       | 57                | 40           | 131.2          |
| العمود الجنوبي B2           | 1       | 57                | 40           | 131.2          |
| المجاميع:                   | 85 عنصر | 1944.25 طن        | 439.9 متر    | 1443.2415 قدم  |

### أنواع المواد المخطط هدمها
تنقسم العناصر التي سيتم هدمها إلى عدة أنواع من المواد الواسعة:
- صلب
  - شقة (لوحات السقف)
  - ثلاثي الأبعاد (الأنابيب، الجملونات، الحزم)
- خرسانة مسلحة
  - قبل الصب
  - يلقي في المكان
- حطام
  - شظايا هياكل الصلب والمعدات
  - شظايا من الهياكل الخرسانية المسلحة
  - المواد المضافة بعد حادث تشيرنوبيل لتخفيف عواقبه.

## تخزين النفايات
بالقرب من موقع تشيرنوبيل، يتم بناء مرفق مكافحة النفايات المشعة المتجه  ، ويتألف من المجمع الصناعي لإدارة النفايات الصلبة (ICSRM)،  موقع تخزين النفايات النووية. يتم بناؤه بواسطة شركة Nukem Technologies ، وهي شركة ألمانية لإيقاف التشغيل النووي، وهي شركة تابعة لشركة Atomstroyexport الروسية. تشير التقارير إلى أن هذا التخزين قادر على احتواء 75,000 متر مكعب (98,000 ياردة3). يتم التخزين لكل من النفايات المؤقتة عالية المستوى وكذلك تخزين النفايات على المدى الطويل المنخفض والمتوسط.

## سلامة العمال والتعرض للإشعاع
تتم مراقبة الغبار المشع في الملجأ بواسطة مئات أجهزة الاستشعار. يحمل العاملون في «المنطقة المحلية» مقياسين، أحدهما يعرض التعرض في الوقت الحقيقي ومعلومات التسجيل الثانية لسجل جرعة العامل.
العمال لديهم حد التعرض اليومي للإشعاع . يصدر مقياس الجرعات صوتًيا إذا تم الوصول إلى الحد وتم إلغاء الوصول إلى موقع العامل. يمكن الوصول إلى الحد السنوي (20 مللي ثانية) عن طريق إنفاق 12 دقيقة فوق سطح تابوت سنة 1986، أو بضع ساعات حول مدخنة.

## الجدول الزمني للمشروع والحالة
| عام         | الإكمال المخطط |
| ----------- | -------------- |
|             | 2005           |
| يونيو 2003  | فبراير 2008    |
| 2009        | 2012           |
| فبراير 2010 | 2013           |
| أبريل 2011  | صيف 2015.      |
| نوفمبر 2016 | نوفمبر 2017    |
| ديسمبر 2017 | ديسمبر 2018    |

كان من المفترض أصلاً اكتمال الحاجز الآمن الجديد في عام 2005، لكن المشروع عانى من تأخيرات طويلة.
تشمل معالم المشروع الرئيسية ما يلي:
مارس 2004
تم الإعلان عن مناقصة دولية لتصميم وبناء الحاجز الآمن الجديد. تم تحديد مرشحين اثنين، لكن في سبتمبر 2006، أعلن المدير العام للمصنع إيهور هراموتكين عن نيته إلغاء جميع العروض في المشروع.
17 سبتمبر 2007
تم توقيع عقد المشروع مع كونسورتيوم فرنسي Novarka (consortium) [novarka] (تتألف من Vinci Construction Grands Projets and Bouygues Construction كـ 50/50 شراكة) تقوم ببناء الهيكل المقوس 190 by 200 متر (620 by 660 قدم) . قدرت تكاليف البناء بحوالي 1.4 مليار دولار مع مدة المشروع البالغة خمس سنوات. تم تحديد الوقت المقدر للانتهاء بـ 53 شهرًا، بما في ذلك 18 شهرًا من دراسات التخطيط والتصميم، مع الانتهاء المتوقع في منتصف عام 2012.
2009
تم إحراز تقدم في تثبيت التابوت الموجود، والذي كان يعتبر مستقرًا بدرجة كافية لمدة 15 عامًا أخرى.
سبتمبر 2010
بدأت نوفاركا البناء.
أبريل 2011
تم الانتهاء من بعض معالم المشروع، بما في ذلك البنية التحتية والعمل التحضيري مثل دعائم الآمن الجديد.
أبريل 2012
بدأ الانتصاب الصلب.
26 نوفمبر 2012
أثيرت الأقسام الأولى. 
13 يونيو 2013
تم تنفيذ عملية الرفع الثانية على القوس الشرقي.
أبريل 2014
تم نقل القوس الشرقي الذي تم رفعه بالكامل 112 متر (367 قدم) شرقًا على القضبان إلى موقع انتظار لتطهير منطقة البناء لبناء القوس الغربي.
4 أغسطس 2014
أكمل القوس الغربي الثاني من ثلاث عمليات رفع رفعت ارتفاع القوس.
12 نوفمبر 2014
الانتهاء بنجاح الصعود الثالث من أقواس الجزء الغربي.
أبريل 2015
تم دمج القوسين، وكان الجدار الغربي قيد الإنشاء.
أبريل 2016
تم الانتهاء من بناء الأقواس.
14 نوفمبر 2016
بدأ إجراء الانزلاق القوسي.
29 نوفمبر 2016
تم الانتهاء من الانزلاق الآمن الجديد، استغرق ما مجموعه خمسة عشر يوما. تم دفعها على منصات تفلون بواسطة المكابس الهيدروليكية، الموجهة بواسطة الليزر.
نوفمبر 2017
بدأت شركة التطوير Rodina في إنشاء أول مشروع كهروضوئي يتم تطويره داخل منطقة استبعاد تشيرنوبيل. سيتم تثبيت 3,762 وحدة شمسية في الموقع بسعة توليد 1.
ديسمبر 2017
تأخر الانتهاء من الإنشاء حتى أواخر عام 2018 بسبب عدم قدرة المقاول على إنهاء عمله في الوقت المناسب. والسبب هو المستوى العالي للغاية من الإشعاع، مما أجبر العمال على الحد من وجودهم في الموقع إلى الحد الأدنى.
يناير 2019
هناك أنظمة فرعية مختلفة قيد التشغيل، بما في ذلك نظام مراقبة الإشعاع، ونظام الإمداد بالطاقة الاحتياطية، ونظام الحماية من الحرائق، فضلاً عن الإضاءة والاتصالات والتكييف. 
أبريل 2019
اختتام ناجح لاختبار التشغيل التجريبي لمدة 72 ساعة.

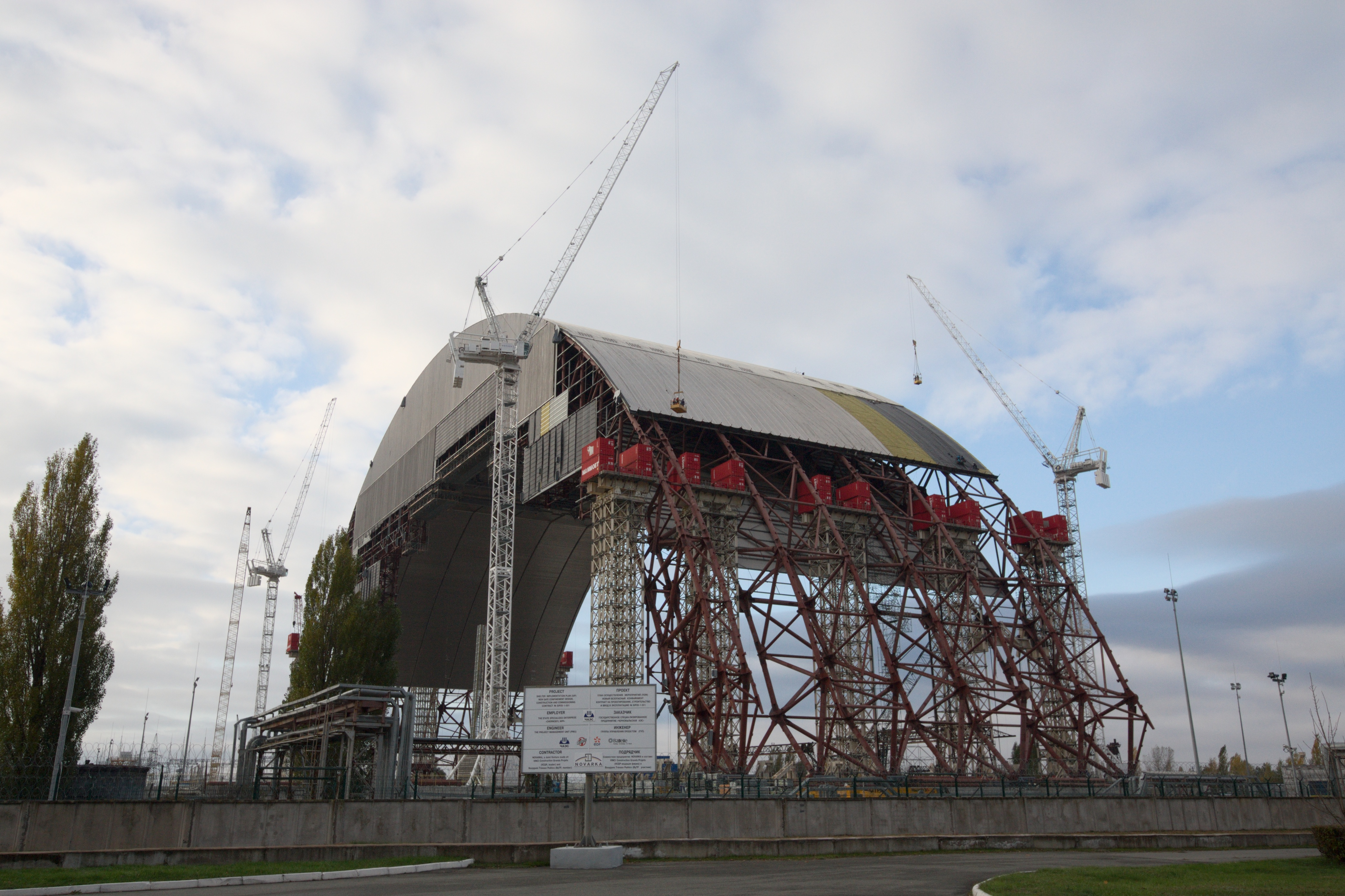
السجن الآمن الجديد (NSC) قيد الإنشاء في عام 2013
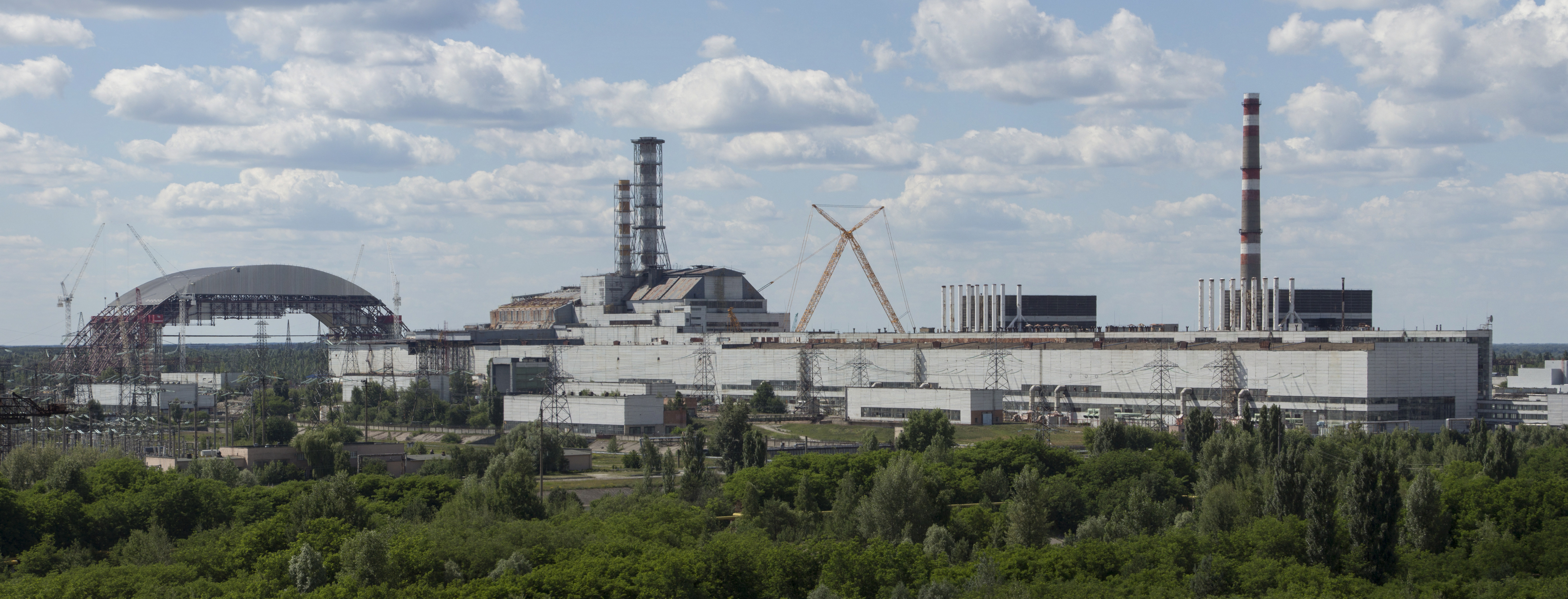
منظر بانورامي لمحطة تشيرنوبيل للطاقة النووية في يونيو 2013. منطقة بناء الحاجز الأمن الجديد هي القوس على الجانب الأيسر.
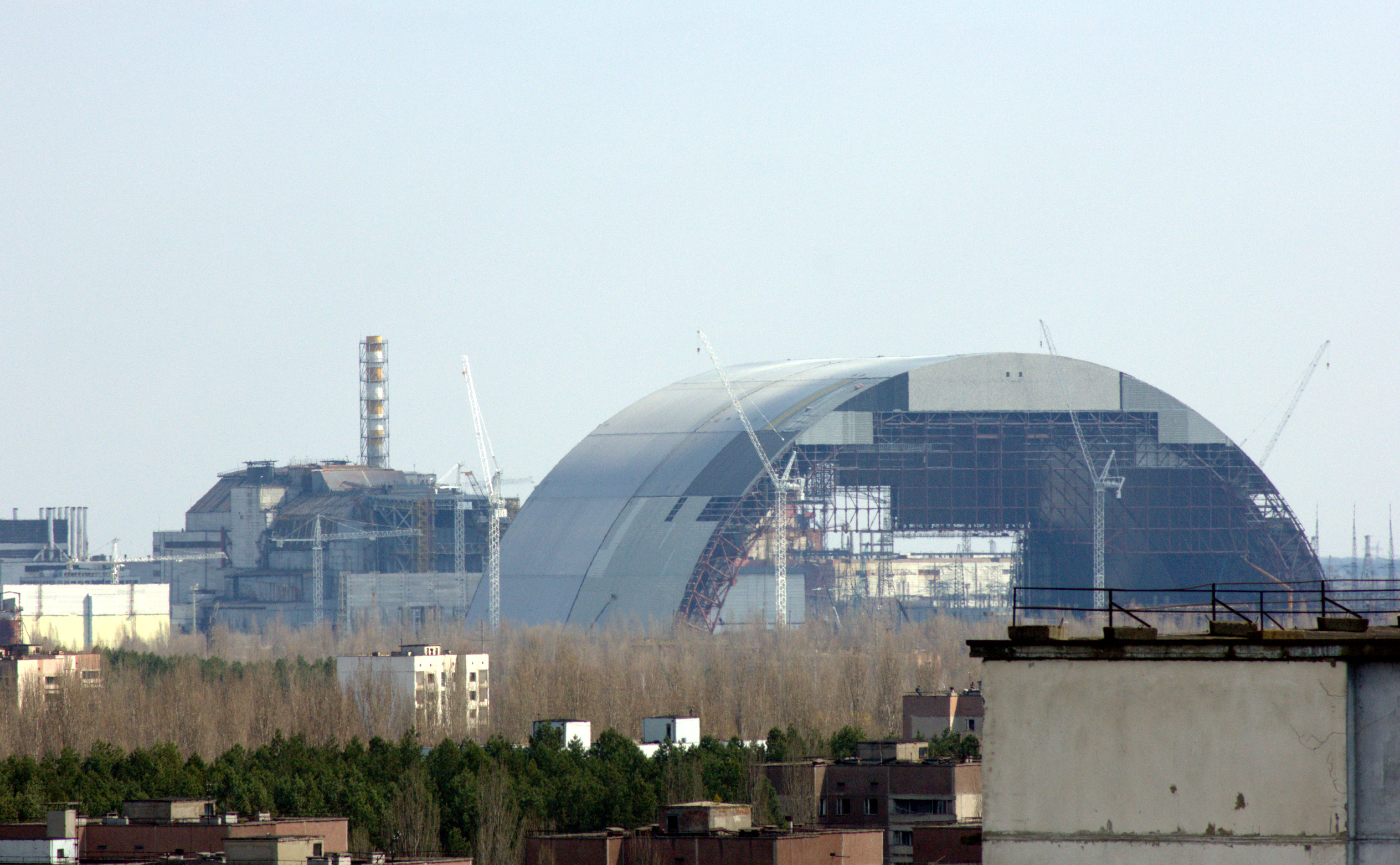
الحاجز الأمن الجديد خلال الإنشاء في أبريل 2015.
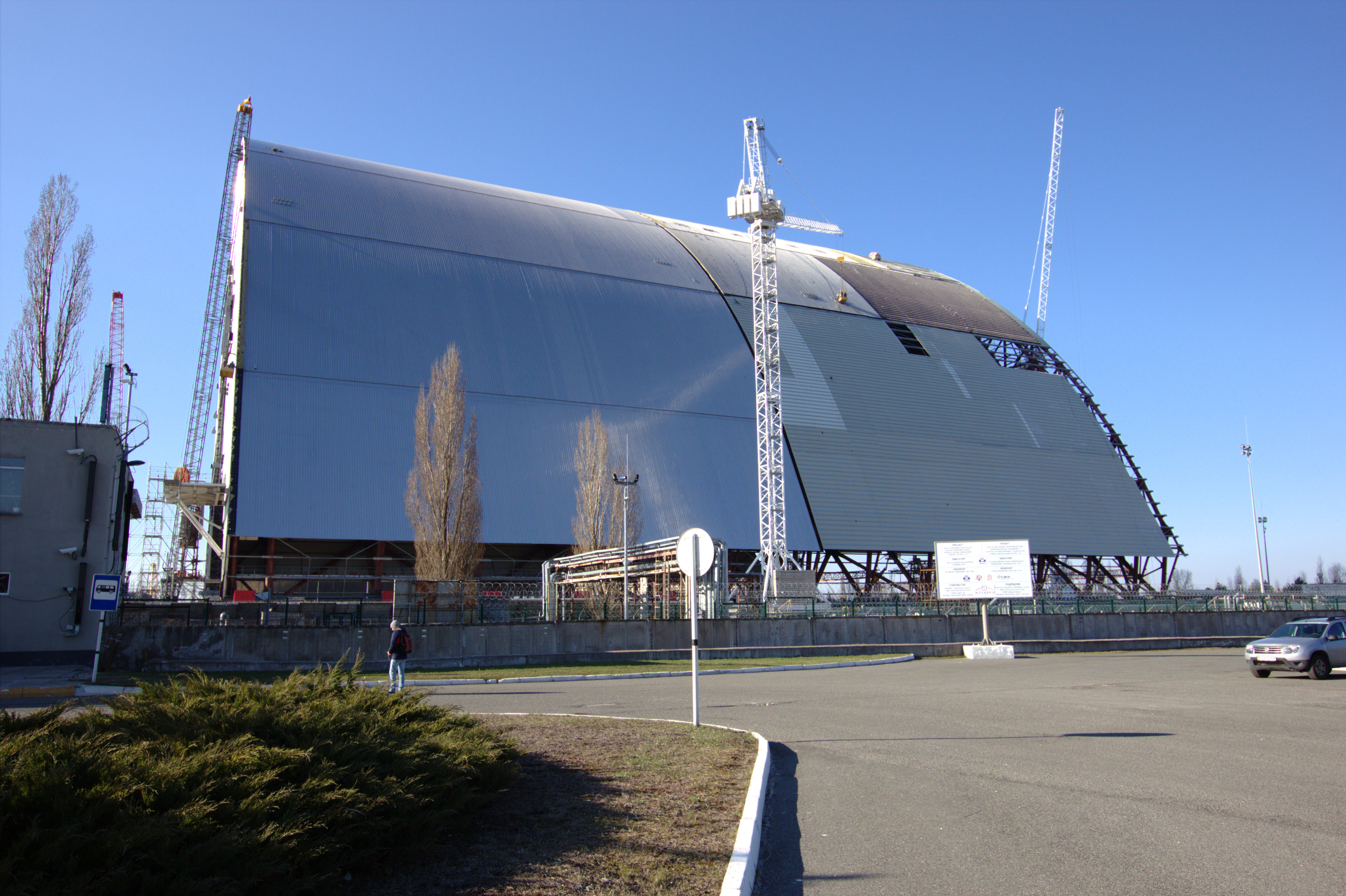
البناء في ابريل 2015.
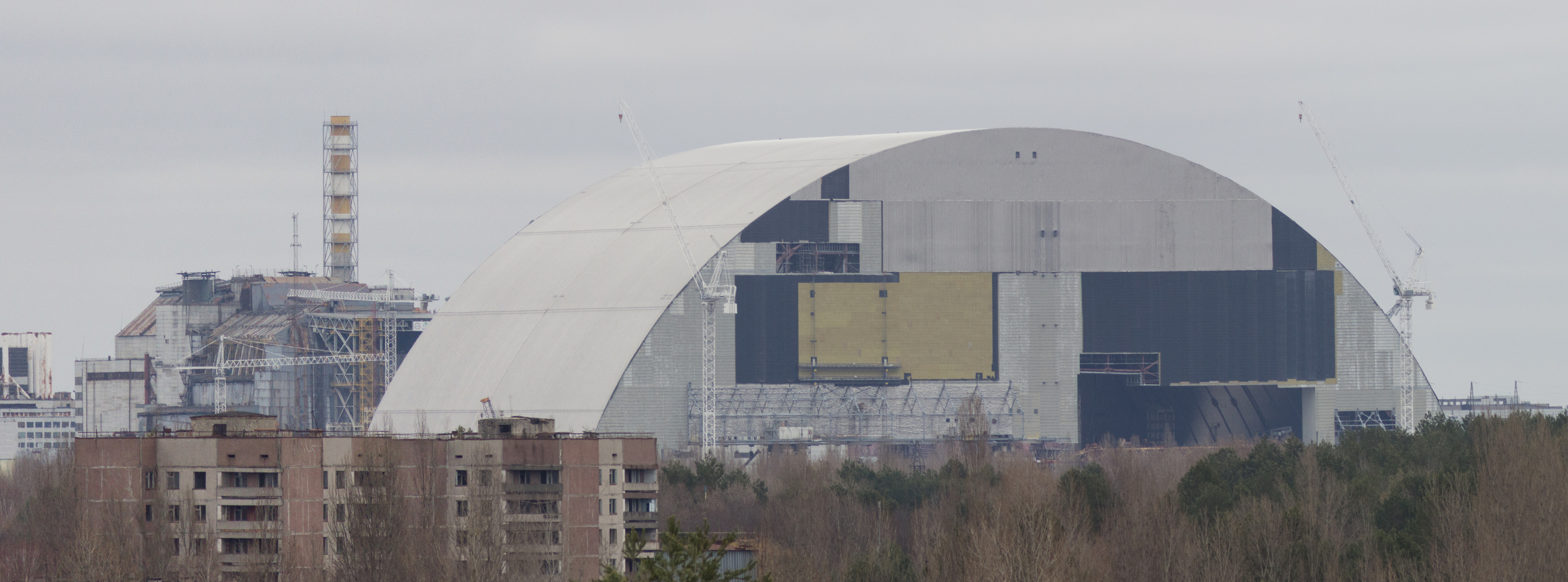
البناء في مارس 2016.
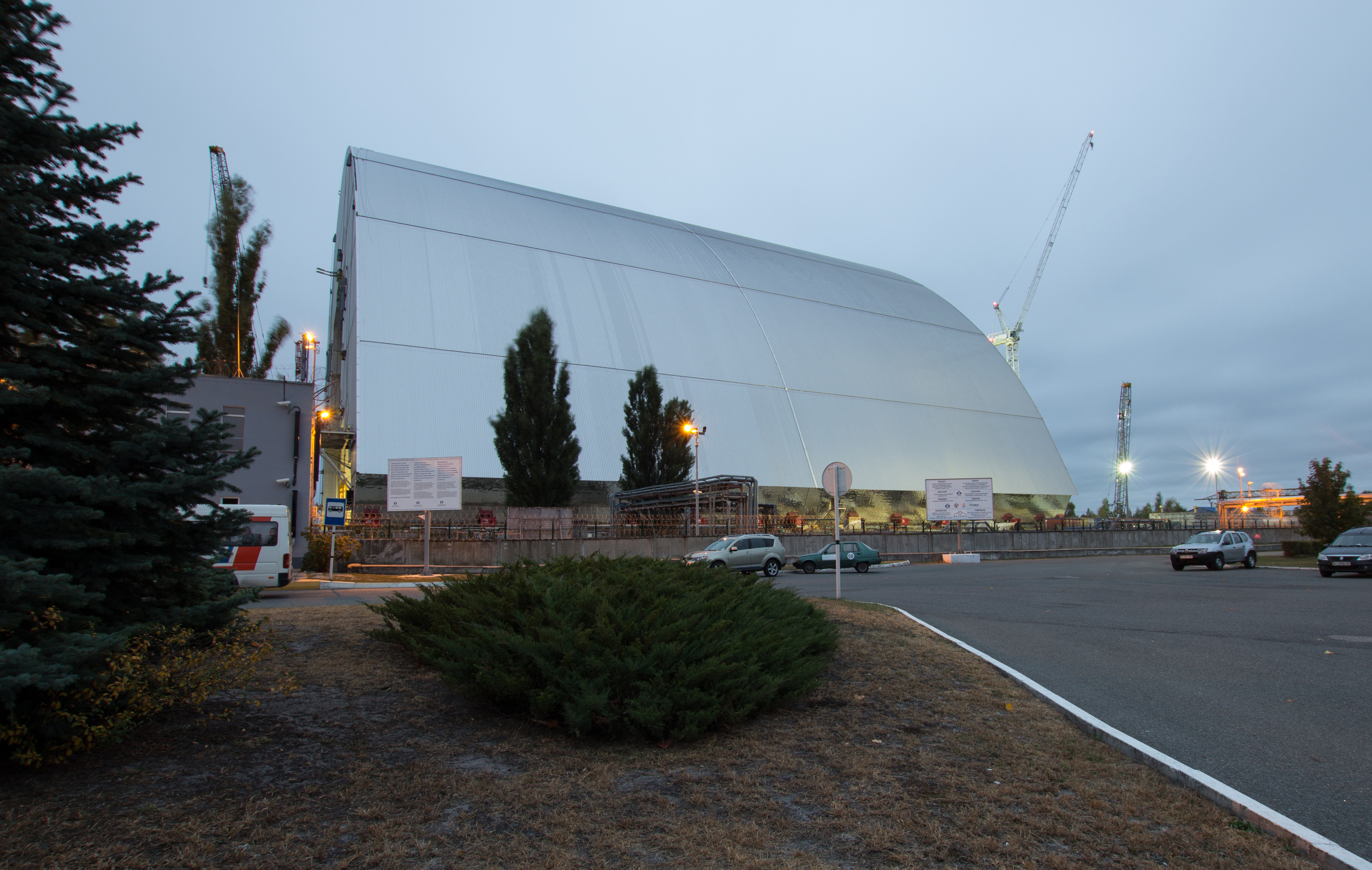
الحاجز الأمن الجديد قرابة التكملة في أكتوبر 2016.
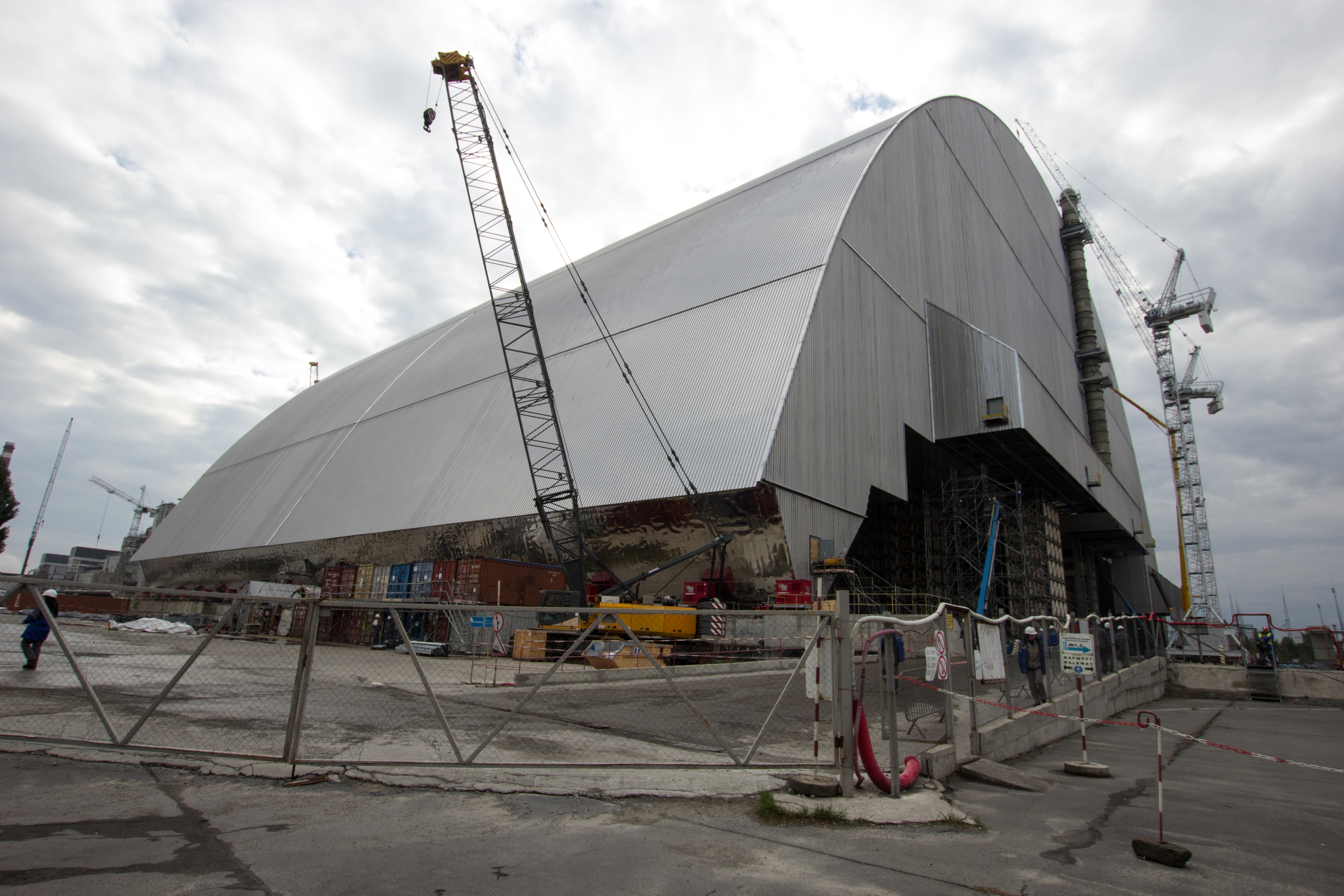
على وشك الانتهاء في أكتوبر 2016.

## مسابقة دولية
في عام 1992، عقدت الحكومة الأوكرانية مسابقة دولية لتقديم مقترحات لاستبدال التابوت.
في خريف عام 1992، تمت دعوة مجموعة Design Group Partnership (DGP) في مانشستر لمساعدة هيئة الطاقة الذرية (AEA) لتقديم المملكة المتحدة للمسابقة الدولية التي نظمتها الحكومة الأوكرانية.
تم تجميع الإدارة العليا لـ DGP لإنشاء حل. اقترح David Haslewood قوسًا، تم بناؤه خارج الموقع، ثم انزلق فوق التابوت السوفيتي الحالي بسبب:
1. البناء خارج الموقع من شأنه أن يقلل من الجرعات الإشعاعية من عمال البناء.
2. يتناسب القوس بشكل مريح فوق المفاعل التالف باستثناء مدخنه.
3. سيكون القوس أسهل في الانزلاق من صندوق مربع.

من بين 394 مشاركة، اقترح التقديم البريطاني فقط مقاربة قوس انزلاقي. لم يكن هناك اختيار أفضل للتصميم، لكن التقديم الفرنسي جاء في المرتبة الثانية حيث جاءت المقترحات البريطانية والألمانية في المرتبة الثالثة.
بعد ذلك، أعادت دراسة لعموم أوروبا (برنامج TACIS) إعادة النظر في مقترحات المتسابقين الثلاثة الأوائل. اختارت الدراسة اقتراح القوس المنزلق كأفضل حل لمزيد من التحقيقات والتوصيات، وذلك في المقام الأول لتقليل فرصة حصول عمال البناء على جرعة ضارة من الإشعاع.
في 17 سبتمبر 2007، أعلنت شركة Vinci Construction Grands Projets و Bouygues Travaux Publics أنها فازت بعقد بناء الحاجز الأمن الجديد كشريك ب 50/50 شراكة ل كونسورتيوم فرنسي اسمه Novarka. يتألف العقد الأصلي البالغ 432 مليون يورو من تصميم وبناء الحبس الآمن الجديد والمخطط لتوظيف 900 شخص في ذروته.
شمل المشروع العمال والمتخصصين من 24 دولة على الأقل بالإضافة إلى أوكرانيا.

## المنظمات المسؤولة
البنك الأوروبي للإنشاء والتعمير (EBRD) مسؤول عن إدارة خطة تنفيذ المأوى، بما في ذلك الإشراف على بناء الحبس الآمن الجديد.

## روابط خارجية
- الموقع الرسمي: محطة تشيرنوبيل للطاقة النووية
- وصف للحبس الآمن الجديد. تصميم الدرع الواقي الجديد تحت التابوت.
- Chernobyl 25 years on على يوتيوب البنك الأوروبي للإنشاء والتعمير، قدم الكمبيوتر فيديو لعملية البناء، نوفاركا، أكتوبر 2009
- نوفمبر 2014، قصة تشيرنوبيل على CBS 60 دقيقة
- موقع آمن جديد على الهواء مباشرة
- Unique engineering feat concluded as Chernobyl arch has reached resting place على يوتيوب عرض للحبس الآمن الجديد في موقعه، من 14 إلى 29 نوفمبر 2016، قناة البنك الأوروبي للإنشاء والتعمير